# Château du Mézo
Le château du Mézo est un édifice situé à Ploeren en France.

## Localisation
Le château est situé sur le territoire de la commune de Ploeren, au lieu-dit le Mézo, dans le département du Morbihan en région Bretagne.

## Description
Le château date du XVIIIe siècle, le logis principal est construit en moellons de granite, la partie centrale est à un étage carré et étage de comble, toit brisé en pavillon ; les corps latéraux sont à un étage carré, ouvertures de l'étage et corniche en calcaire, toit en pavillon avec noue de raccordement au corps principal. Écuries à l'ouest enduites, à comble à surcroît, toiture à longs pans avec noue. Remise à voitures médiane enduite à toit à longs pans à pignon couvert. Serre en rez-de-chaussée à toit bombé. Escalier dans-œuvre : escalier tournant à retours avec jour en charpente.

## Historique
Première mention du lieu en 1427, appartenant à Perrot Kermarquer. Le château actuel est construit dans la deuxième moitié du XVIIIe siècle. Les corps latéraux datent probablement du début du XIXe siècle. Escalier de la fin du XIXe siècle. Les communs et la serre sont construits dans la deuxième moitié du XIXe siècle (les communs est insèrent un bâtiment plus ancien). Remise et logement, à l'ouest construits avant 1852. Pierre d'assise de rampant sculptée, provenant sans doute de la chapelle détruite datant peut être du XVIe siècle.
Le château est inscrit à l'inventaire général du patrimoine culturel.